# Magala Kabir
Pour les articles homonymes, voir Magala.
Magala Kabir (ou Magalakabir) est un village du Cameroun situé dans le département du Logone-et-Chari et la Région de l'Extrême-Nord, au bord du lac Tchad. Il fait partie de la commune de Darak.

## Population
Lors du recensement de 2005, 1 491 personnes y ont été dénombrées.